# Zhou Hang
Zhou Hang (* 8. April 1993) ist ein chinesischer Freestyle-Skier. Er startet in der Disziplin Aerials (Springen).

## Werdegang
Zhou debütierte im Dezember 2010 in Beida Lake im Weltcup, dabei belegte er den 16. und den achten Platz. Bei den Weltmeisterschaften 2011 in Deer Valley errang er den 19. Platz. Seine erste Weltcup-Podestplatzierung gelang ihm im März 2012 mit dem zweiten Rang in Voss. Im Januar 2013 kam er in Val Saint-Côme auf den dritten Platz. Zu Beginn der Saison 2014/15, die er auf den zehnten Rang im Gesamtweltcup und den dritten Platz in der Aerials-Disziplinenwertung beendete, belegte er in Peking den zweiten Platz. In Lake Placid errang er den zweiten Platz und holte tags darauf seinen ersten Weltcupsieg.
Bei den Weltmeisterschaften 2015 am Kreischberg verpasste Zhou als Vierter knapp einen Medaillengewinn. Nach Platz 3 in Beida Lake zu Beginn der Saison 2016/17 errang er in Minsk ebenfalls den dritten Platz, während er in Moskau siegte. Damit erreichte er den 20. Platz im Gesamtweltcup und den vierten Rang in der Aerials-Disziplinenwertung. Bei den Weltmeisterschaften 2017 in der Sierra Nevada klassierte er sich als Achter. In der Saison 2017/18 war ein achter Platz sein bestes Ergebnis im Weltcup.

## Erfolge

### Weltmeisterschaften
- Deer Valley 2011: 19. Aerials
- Kreischberg 2015: 4. Aerials
- Sierra Nevada 2017: 8. Aerials

### Weltcupwertungen
| Saison  | Gesamt | Gesamt | Aerials | Aerials |
| Saison  | Platz  | Punkte | Platz   | Punkte  |
| ------- | ------ | ------ | ------- | ------- |
| 2010/11 | 98.    | 7      | 27.     | 47      |
| 2011/12 | 50.    | 20     | 18.     | 200     |
| 2012/13 | 43.    | 23     | 13.     | 163     |
| 2013/14 | 85.    | 15     | 20.     | 74      |
| 2014/15 | 10.    | 46     | 3.      | 323     |
| 2016/17 | 16.    | 42,29  | 4.      | 296     |
| 2017/18 |        |        | 25.     | 63      |

### Weltcupsiege
Zhou erreichte im Weltcup bisher 8 Podestplätze, davon 2 Siege:
| Nr. | Datum           | Ort         | Land     |
| --- | --------------- | ----------- | -------- |
| 1.  | 31. Januar 2015 | Lake Placid | USA      |
| 2.  | 4. März 2017    | Moskau      | Russland |